# Thaleroceros radiciformis
Il thalerocero (Thaleroceros radiciformis) è un mammifero artiodattilo estinto, appartenente ai bovidi. Visse tra il Pleistocene inferiore e il Pleistocene medio (circa 800 - 600.000 anni fa) e i suoi resti fossili sono stati ritrovati in Africa orientale.

## Descrizione
Questo animale è noto solo per due esemplari frammentari, ed è quindi pressoché impossibile ricostruirne l'aspetto. Tuttavia, dagli scarsi resti fossili sembra che Thaleroceros fosse un'antilope eccezionalmente robusta e di grandi dimensioni, caratterizzata da una morfologia delle corna del tutto peculiare. Le corna erano difatti quasi parallele e curvavano verso l'alto e in avanti, ed erano montate su un singolo peduncolo unito. L'aspetto richiamava forse quello di un grande cobo dell'ellisse (Kobus ellipsiprymnus), anche se le corna dovevano essere del tutto diverse.

## Classificazione
Thaleroceros radiciformis venne descritto per la prima volta nel 1937 da Reck, sulla base di corna parziali e di un osso frontale provenienti dal famoso sito di Olduvai (Tanzania), risalente al Pleistocene inferiore-medio. Un altro esemplare attribuibile a Thaleroceros è stato scoperto nel 1955. Non è del tutto chiaro quali fossero le parentele di Thaleroceros: è possibile che fosse un rappresentante basale dei reduncini, come anche Menelikia. 